# 50 Kennedy Plaza
50 Kennedy Plaza (anteriormente conocido como Fleet Center) es un rascacielos posmoderno en la ciudad de Providence, la capital del estado de Rhode Island (Estados Unidos). Con una altura de 87 m, actualmente es el sexto edificio más alto de la ciudad y el estado. Debe su nombre a la Plaza Kennedy, que se encuentra al noreste de la estructura.
Fue diseñado por el estudio de arquitectura Hellmuth Obata & Kassabaum y construido por Gilbane Building Company. Sus ocupantes notables con sede en el edificio incluyen la compañía Fortune 1000 Nortek, Inc. y la firma de capital privado Providence Equity Partners.
La fachada exterior del edificio presenta "alzados laterales de vidrio reflectante verde con marco de granito". Su ubicación, encajonada entre los 125 m del One Financial Plaza y los 130 m Industrial National Bank Building, aparentemente resta valor a su altura y el historiador de la arquitectura William Woodward lo llama "un poco demasiado bajo para el sitio". Sin embargo, en compañía de sus dos vecinos, el edificio forma parte de una de las partes más identificables del horizonte de Providence. Esta sección del horizonte de Providence aparece en la serie animada de televisión Family Guy.
Se puede acceder al edificio a través de 100 Westminster St., que ha sido propiedad de Paolino Properties desde 2014.

## Galería

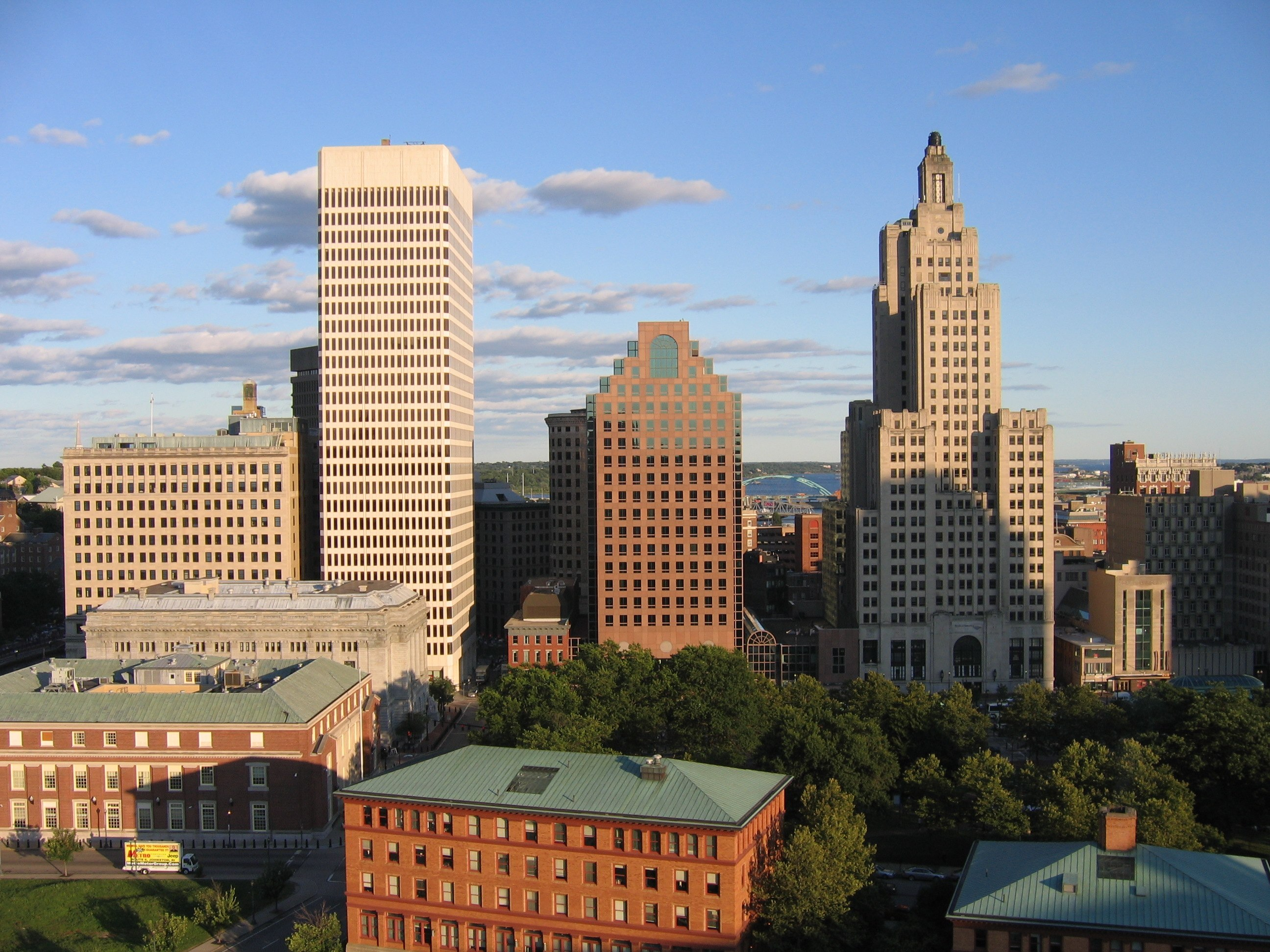
El 50 Kennedy Plaza se encuentra entre el One Financial Center y el Industrial National Bank Building
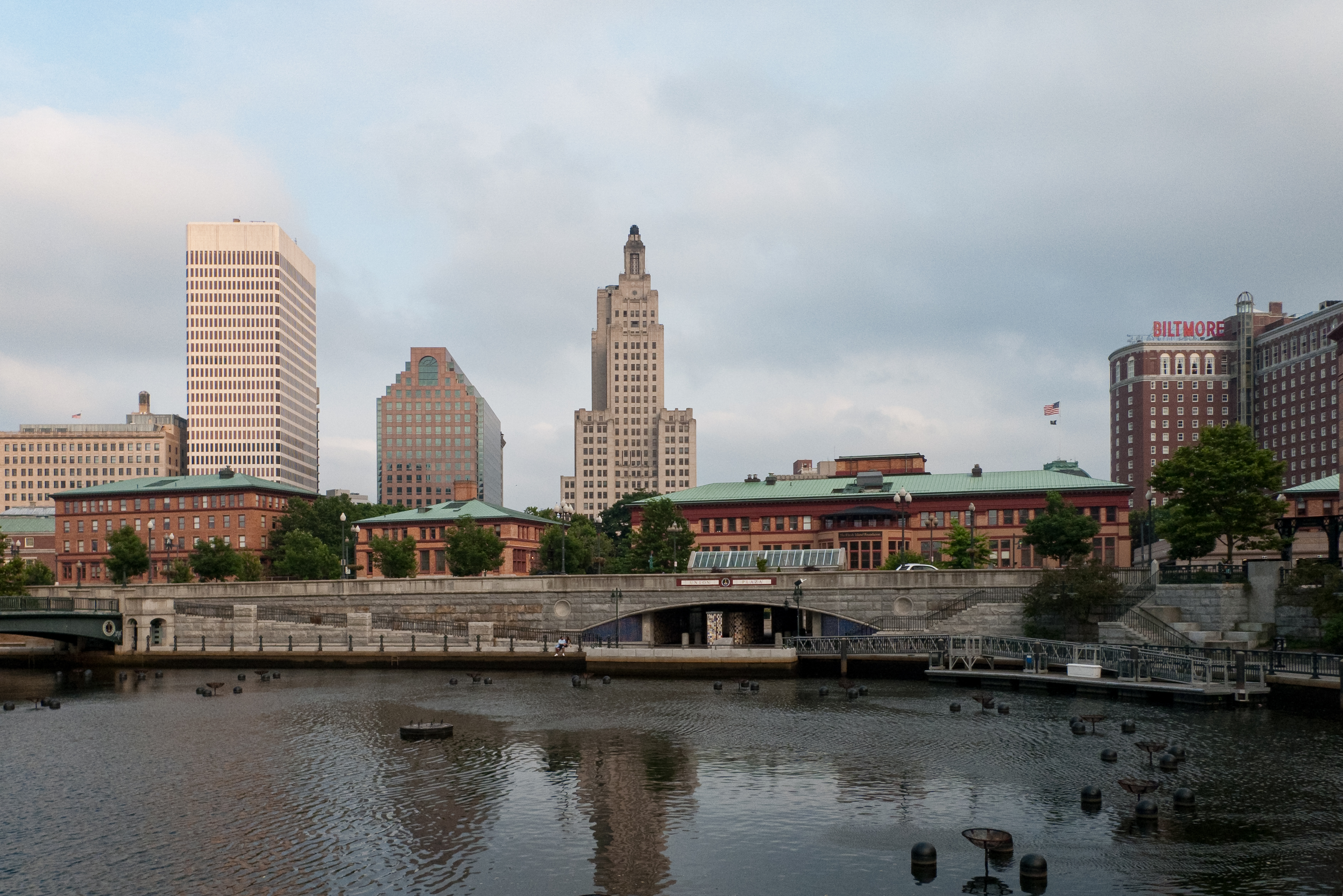
El edificio (centro izquierda) es visible desde el Waterplace Park